# Sami al-Hinnaoui
Sami al-Hinnaoui (en arabe : محمد سامي حلمي الحناوي / Muḥammad Sāmī Ḥilmī al-Ḥinnāwī), né en 1898 et mort en 1950, est un militaire et un homme politique syrien.
En août 1949, le colonel Hinnaoui renverse par un coup d'État le président Housni al-Zaïm, qui a instauré un État policier, et dissout les partis politiques. Hinnaoui devient président du Conseil suprême de guerre, composé de douze membres. La junte affirme que Zaïm et son Premier ministre Muhsen al-Barazi ont été exécutés par une cour martiale à la prison de Mezzeh, The New York Times rapporte pour sa part que si le Premier ministre a été effectivement exécuté après avoir été arrêté et avoir supplié en vain ses geôliers de le maintenir en vie, le président Zaïm est mort dans des combats alors qu'il résistait à son arrestation. Le 15 août, al-Hinnaoui transfère le pouvoir exécutif au gouvernement du nouveau Premier ministre Hachem al-Atassi.
Ceci fait suite à l'exécution du président-fondateur du Parti social nationaliste syrien Antoun Saadé que Zaïm devait protéger. C'est avec l'aide de membres du PSNS et d'Adib Chichakli que Hinnaoui procéda au coup d'État.
Il devint alors le chef de l'armée, mais Chichakli s'affirma comme l'homme fort du régime. Au cours de la même année 1949, ce dernier le renversa et devint président.
Alors contraint à l'exil, il mourut à Beyrouth le 30 octobre 1950, assassiné par le cousin du premier ministre Al-Barazi.